# Appco Group
De Appco Group of Appco Group Support is een bedrijf gespecialiseerd in huis-aan-huisverkoop, alsmede werving op straat. Voor diverse opdrachtgevers verzorgt zij fondsenwerving, direct marketing en/of het werven van nieuwe klanten.

## Vestiging
Het bedrijf is gevestigd in Londen in het Verenigd Koninkrijk en Sydney in Australië en heeft een gelieerd netwerk van bedrijven in ruim twintig landen in Europa en Azië. De Appco Group vertegenwoordigt bedrijven in branches zoals telecommunicatie, energie en financiële diensten. De groep heeft ook contracten met goede doelen organisaties om donaties in de vorm van contracten op te halen en donors te werven. De Appco Group maakt weer deel uit van de Cobra Group.

## Reputatie
Het bedrijf is niet onomstreden, in de eerste plaats vanwege de ingezette technieken van de multi-level marketing. Daarbij wordt gebruikgemaakt van gelieerde bedrijven en zijn de wervers op straat niet in dienst bij Appco, maar zijn het ingehuurde zzpers die op commissiebasis werken. Op internet zijn diverse blogs en fora te vinden waar geklaagd wordt over het verdienmodel en de verdiensten van de "mensen op straat". In meer gerenommeerde media is hierover slechts sporadisch iets te vinden, onder meer een reportage van de BBC waarbij men undercover ging bij de Coulsen Group, eveneens onderdeel van The Cobra Group. The Daily Mirror zou op 26 augustus 2010 hebben gepubliceerd dat straatverkopers vanwege deze constructie regelmatig ver onder het Britse minimumloon verdienen.
In 2008 dreigden een aantal Britse parlementsleden te zullen aansturen op een gedeeltelijk verbod op huis-aan-huisverkoop, na herhaalde berichten over agressieve verkoop en misleiding bij de klantenwerving door energiemaatschappijen. Ook hierbij viel de naam van The Cobra Group, als vertegenwoordiger van npower, onder meer vanwege een reportage van de BBC uit 2003.